# Tomopeas ravus
Tomopeas ravus är en fladdermusart som beskrevs av Miller 1900. Tomopeas ravus är ensam i släktet Tomopeas som ingår i familjen veckläppade fladdermöss. IUCN kategoriserar arten globalt som sårbar. Inga underarter finns listade i Catalogue of Life.
Individerna har en absolut längd av 73 till 85 mm, inklusive en 34 till 45 mm lång svans. De väger 2 till 3,5 g och har 31 till 35 mm långa underarmar. Pälsen är på ovansidan ljusbrun och vid buken krämvit. Som kontrast har öronen, ansiktet och flygmembranen en svart färg. I motsats till alla andra veckläppade fladdermöss har Tomopeas ravus en svans som är helt omslutit av flygmembranen. Den listas därför i en egen underfamilj, Tomopeatinae.
Artens övre läpp är stor samt lite skrynklig och den döljer den undre läppen. Andra kännetecken är rörformiga näsborrar och en liten avrundad tragus. Tandformeln är I 1/2 C 1/1 P 1/2 M 3/3, alltså 28 tänder.
Denna fladdermus förekommer i Peru vid Stilla havet. I Anderna når arten 1000 meter över havet. Fram till 2008 hittades Tomopeas ravus bara vid tio olika platser. Den vilar på överhängande klippor, i grottor och sällan i träd. Troligen föder honor sina ungar under den torra årstiden.
Individerna vilar vanligen ensam. De jagar insekter och föredrar skalbaggar.